# Jacek Maziarski
Jacek Kazimierz Maziarski (ur. 20 stycznia 1937 w Świętochłowicach, zm. 27 maja 2009 w Podkowie Leśnej) – polski dziennikarz, publicysta i polityk, poseł na Sejm I kadencji.

## Życiorys
W 1959 roku ukończył studia polonistyczne na Wydziale Filologicznym Uniwersytetu Jagiellońskiego, uzyskał następnie stopień doktora nauk humanistycznych. Jako dziennikarz debiutował w 1957 roku na łamach „Tygodnika Powszechnego”. Pracował następnie w „Polityce” i warszawskiej „Kulturze”. Od lat 60. do początku lat 70. był członkiem Stronnictwa Demokratycznego, w latach 80. działał w „Solidarności”. W stanie wojennym nie przeszedł weryfikacji dziennikarskiej, zamieścił wtedy w „Życiu Warszawy” ogłoszenie o treści „Szukam uczciwej pracy. Jacek Maziarski (…)”. Był współtwórcą i członkiem redakcji „Przeglądu Wiadomości Agencyjnych”.
Po 1989 roku był zastępcą redaktora naczelnego „Tygodnika Solidarność”. Należał do współzałożycieli Porozumienia Centrum. Zajmował stanowisko szefa zespołu politycznego w administracji prezydenta RP. W latach 1991–1993 sprawował mandat posła na Sejm I kadencji, wybranego z listy Porozumienia Obywatelskiego Centrum w okręgu podwarszawskim. Później wrócił do pracy w mediach, pełnił m.in. funkcję szefa Wiadomości w TVP1.
Syn Kazimierza i Zofii. Był wnukiem profesora Stanisława Maziarskiego i ojcem dziennikarza Wojciecha Maziarskiego. Pochowany na cmentarzu w Podkowie Leśnej.
W 2010 roku Fundacja Jacka Maziarskiego rozpoczęła przyznawanie Nagrody im. Jacka Maziarskiego.

## Odznaczenia i wyróżnienia
- Krzyż Komandorski z Gwiazdą Orderu Odrodzenia Polski (2009, pośmiertnie)[9]
- Krzyż Komandorski Orderu Odrodzenia Polski (2006)[10]
- Nagroda Kisiela (1990)[11]